# ماجراهای پلوتو نش
ماجراهای پلوتو نش (انگلیسی: The Adventures of Pluto Nash) فیلمی به کارگردانی ران آندروود و نویسندگی نیل کوتبرت و با بازی ادی مورفی محصول سال ۲۰۰۲ میلادی است.

## خلاصه داستان
در آینده، یک مرد (Eddie Murphy) در تلاش برای نگه داشتن کلوپ شبانه قمری خود از دست مافیا است…